# Gewehr 98
Le Gewehr 98 ou Mauser modèle 1898, fut le fusil standard de l'armée allemande à partir de 1898. Il est remplacé en 1935 par le Karabiner 98k.

## Histoire
Le modèle 1898 de la firme Mauser, est le dernier descendant d'une lignée commencée au début des années 1890. C'est un fusil à chargement par culasse, qui possède un magasin interne de cinq coups, qu'on alimente par des lames chargeur. Il mesure un mètre vingt cinq de long et pèse 4,09 kilogrammes, chargé. L'arme a hérité du mécanisme de culasse, mis au point progressivement par Mauser, ce mécanisme sera apprécié pour sa sûreté de fonctionnement et sa robustesse. Il comprend une sécurité à trois positions à l'arrière de la culasse, à droite le percuteur et la culasse sont bloqués, au milieu la culasse est libérée, mais pas le percuteur, ce qui permet d'introduire une lame-chargeur en toute sûreté, enfin à gauche l'arme est prête à faire feu. En cas de rupture de l'étui d'une cartouche, de larges évents ont été prévus pour évacuer les gaz, sans risquer de blesser le tireur. Le levier de culasse est droit et l'extraction des étuis se fait avec peu d'incidents grâce à un extracteur non rotatif sur le côté de la culasse. La munition utilisée est la 7,92 x 57 mm Mauser.
Le 5 avril 1898, la commission chargée de l'armement de l'armée allemande décide d'adopter le fusil Mauser, comme arme d'ordonnance de l'armée, en remplacement du Gewehr 88 ou Judenflinte. L'arme est d'abord fournie au corps expéditionnaire en Extrême-Orient et aux trois premiers corps d'armée prussiens. L'arme reçoit donc son baptême du feu pendant la révolte des Boxers. En 1904, des contrats sont passés avec Mauser, pour 290 000 fusils et avec DWM, pour 210 000. En 1905, la cartouche à balle ronde dite I-Patrone commence à être remplacée par une toute nouvelle dotée d'une balle pointue plus aérodynamique, la S-Patrone (S pour « Spitz », pointu) , qui présente l'avantage d'être précise à de plus longues distances. Il fut produit par les Arsenaux impériaux allemands.

## Variantes Militaires

### Allemagne
- Karabiner 98 : version raccourcie fabriquée en petite série pour la cavalerie et l'artillerie entre 1903 et 1905. Fût long. Levier d'armement courbe. Pas de fixation de baïonnette.
- Karabiner 98a (anciennement "98az") : remplaçante de la précédente à partir de 1908. Fût long. Levier d'armement courbe. Canon raccourci. Hausse plate. Fixation latérale de la bretelle. Accepte une baïonnette. Destinée aux artilleurs, cavaliers, troupes de montagne et télégraphistes. Copiée par la Pologne.
- Karabiner 98b : Version réglementaire de la Reichswehr. Identique au G98 mais possède un levier d'armement coudé, une hausse plate et la fixation latérale de la bretelle.
- Karabiner 98k : Dernière version adoptée en 1935. Est utilisée par l'armée Allemande durant toute la Seconde Guerre mondiale.

### Étranger
Entre 1899 et 1935, le Mauser 1898 fut largement exporté.)
Ainsi sont fabriqués en Allemagne, Autriche, Belgique ou localement les :
- M1902, M1912, M1924 & M1936 Mexicain en 7 × 57 mm
- M1903 Turc en 7 × 57 mm
- M1904 & M1912 Chilien en 7 × 57 mm
- M1912 Colombien en 7 × 57 mm
- M1904 Portugais (en) en 6,5 × 58 mm Vergueiro
- M1908 Brésilien en 7 × 57 mm
- M1909 Argentin en 7,65 × 53 mm
- M1910 Serbe en 7 × 57 mm

Mauser vendit facilement sa licence de fabrication donnant naissance aux  Mauser FN 24/30,  au Mauser Wz 29 et au Mauser Vz 24 et à des copies comme le  Type 24 chinois (presque tous  en calibre 7,92 × 57 mm).

## Une diffusion mondiale
Entre 1900 et 1945, la production des Mauser 98, en comptant ses variantes et copies, est estimée à 100 millions de fusils. Avant l'apparition du Kalachnikov, le Mauser G98 allemand (et ses productions étrangères) fut le fusil de guerre le plus diffusé au monde.

### En Argentine
- Le Mauser Argentin modèle 1909 calibre 7,65 a été l'arme de l'infanterie argentine avant son remplacement par le FAL belge.
- Pendant les années 1975 et 1976, les cadets les plus anciens du Lycée Militaire General San Martín avaient des Mauser stockés dans l'armurerie des dortoirs pour la défense de leurs casernes en cas d'attaque terroriste.
- En 2023, les Mauser Argentins sont encore en service dans les Lycées Militaires comme arme de parade.

## Fiches techniques

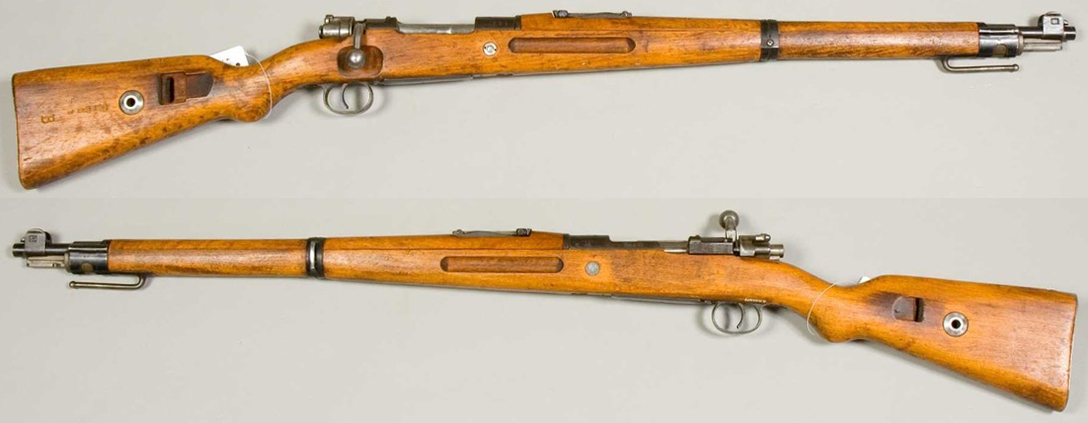
Un K. 98a dans la collection du Musée de l'Armée suédoise. Le levier d'armement Courbé est caractéristique des Karabin 1898.

### Fusil G98
- Munition : 7,92 × 57 mm (appelé aussi 7,92 mm Mauser)
- Magasin : 5 cartouches
- Longueur : 1,25 m
- Canon : 74 cm
- Masse du fusil vide : 4,15 kg

### Carabine 98
- Munition : 7,92 mm  Mauser (8,20 mm creux des rayures et en cal US 320)
- Magasin : 5 cartouches
- Longueur : 95 cm
- Canon : 44 cm
- Masse du fusil vide : 3,55 kg

### Carabine K98a
- Munition : 7,92 mm Mauser
- Magasin : 5 cartouches
- Longueur : 1,09 m
- Canon : 59 cm
- Masse du fusil vide : 3,8 kg

### Carabine K98b
- Munition : 7,92 mm Mauser
- Magasin : 5 cartouches
- Longueur : 1,24 m
- Canon : 74 cm
- Masse du fusil vide : 4,1 kg

### Mauser Standard ModellCommercial
- Munition : 7,92 mm Mauser
- Magasin : 5 cartouches
- Longueur : 110 cm
- Canon : 60 cm
- Masse du fusil : 3,9 kg

### Carabine K98k
- Munition : 7,92 mm Mauser
- Magasin : 5 cartouches
- Longueur : 110 cm
- Canon : 59,94 cm
- Masse du fusil : 3,92 kg (crosse en noyer) ou 4,2 kg (crosse en lamellé-collé)

## Sources
1. ↑  Neil Grant, Peter Dennis et Alan Gilliland: Mauser Military Rifles (Osprey Publishing) (en)  (ISBN 978-1-4728-0595-9), page 78

- Luc Guillou, Mauser : fusils et carabines militaires, 2 tomes, Éditions du Portail, 1997 et 2004
- Jean Huon, Le Mauser 98 et ses dérivés, Crépin Leblond, 2003
- Martin J. Dougherty, Armes à feu : encyclopédie visuelle, Elcy éditions, 304 p. (ISBN 9782753205215), p. 130-131.
- Gary Sheffield, La première Guerre mondiale en 100 objets : Ces objets qui ont écrit l'histoire de la grande guerre, Paris, Elcy éditions, 2013, 256 p. (ISBN 978 2 753 20832 2), p. 122-123